# 四大美人 (紅線女專輯)
《四大美人》是粵劇演員紅線女於1991年4月發表的粵劇專輯，限量發行五千套，為香港公益金籌款；製成後母帶毀滅，已絕版。

## 簡介
音樂人黃霑自小就迷上粵劇，尤其鍾愛紅線女；成名後，於1980年代末自資近百萬為偶像出版專輯，並兼任監製和主要填詞人。
專輯以古代四大美人為題材，旋律取自古曲和民樂（如《江河水》、《夜深沉》、《蒙古小夜曲》等）；
亦有改編自老粵曲的，如《昭君樂》之於紅線女名曲《昭君怨》，並去除了原曲乙反調的元素，使曲調由哀怨悲苦變為歡快喜樂。

黃霑跟紅線女一字一句斟酌歌詞，又邀得名粵劇樂師黃繼謀來編曲、記譜，還請來合作多年的編曲家戴樂民助拳，加入現代音樂元素，如流水聲、鳥叫、雷鳴等環境音效，經歷三年多，才把專輯製作完成。

## 曲目
| 曲序 | 曲目               | 時長  |
| ---- | ------------------ | ----- |
| 1    | 貂嬋再拜月         | 9:45  |
| 2    | 昭君樂             | 9:58  |
| 3    | 西施喜             | 12:06 |
| 4    | 長恨歌             | 11:15 |
| 5    | 木瓜腔（古本官話） | 5:50  |

## 評價
有論者評專輯結構完備，有小曲填詞，有士工慢板連序，有梆簧板腔；黃霑雖是初寫粵曲，對梆簧音律掌握嫻熟，無拗口失律之病。
亦有論者指歌詞顯淺易懂，甚至用上俚俗口語，如《西施喜》中的「我一向捱慣」、「我畀心機」。
對四大美人的闡述角度亦較傳統劇目新穎，如粵劇表演家及研究者王侯偉就認為《昭君樂》一曲，內容輕鬆歡愉，描繪了王昭君和單于幸福的婚姻生活，迥異於紅線女以往所演繹的昭君劇目。
中國美術家協會副主席林墉也認為此專輯重新賦予四大美人「人性」，避免了空洞的說教，像《西施喜》描繪了村女西施受重任時的雀躍心情及對范蠡的傾慕，單純清新，「美得無病態」；《貂蟬再拜月》則寫「萬事過後」貂蟬感慨世事無奈並祈求安穩的未來，塑造了位「經歷過風霜而有深沉感的活美人」；《長恨歌》就展現了楊貴妃「不能不死、不能不愛」的內心矛盾。

## 錄像
1998年，紅線女身兼演員和導演，為《四大美人》系列錄製影片。